# ناحیه بلکنپ، میشیگان
ناحیه بلکنپ (به انگلیسی: Belknap Township) یک منطقهٔ مسکونی در ایالات متحده آمریکا است که در Presque Isle County واقع شده‌است.
 ناحیه بلکنپ ۹۲٫۸ کیلومتر مربع مساحت و ۸۵۴ نفر جمعیت دارد و ۲۳۶ متر بالاتر از سطح دریا واقع شده‌است.